# Steinhorst (Lauenburg)
Pour les articles homonymes, voir Steinhorst.
Steinhorst est une commune de l'arrondissement du duché de Lauenbourg, dans le Land du Schleswig-Holstein.

## Géographie
Sur les 16 km², on compte 580 hectares de forêts et 820 hectares de terres agricoles.

## Histoire
La première mention écrite de Steinhorst date de 1315. En 1691, Magnus von Wedderkop (de) achète les terrains de la commune qui sont redonnés en 1739 par Gottfried von Wedderkop.
En 1928, Steinhorst devient une commune indépendante.

### Le domaine de Steinhorst
Le manoir de Steinhorst, bâti en 1721-1722, une grande construction baroque en brique avec toit en croupe, est considéré comme l'un des plus beaux édifices baroques de la région. L'architecte est Johannes Nicolaus Kuhn (de) qui est surtout connu pour ses nombreux travaux à Hambourg.
Comme la propriété est à la frontière entre le Duché de Saxe-Lauenbourg et celui de Stormarn, il a fait l'objet d'un différend entre le roi George II de Grande-Bretagne, Électeur de Hanovre, et Christian VI de Danemark envers qui le propriétaire avait des dettes. Au cours des négociations, l'ambasseur du Danemark à Hambourg occupe Steinhorst, ensuite les troupes de l'électorat de Hanovre de George II sont venus bien plus nombreux et contraignent le Danemark à devoir vendre.

## Source, notes et références
- (de) Cet article est partiellement ou en totalité issu de l’article de Wikipédia en allemand intitulé « Steinhorst (Lauenburg) » (voir la liste des auteurs).